# طمره
طمره (به لاتین: Tamra) یک شهر در اسرائیل است که در Jezreel Subdistrict واقع شده‌است.